# Хилл, Милдред
Ми́лдред Джейн Хилл (англ. Mildred Jane Hill, 27 июня 1859 года, Луисвилл — 5 июня 1916 года, Чикаго) — американская учительница музыки, пианистка, музыковед
 и композитор, написавшая мелодию, которую впоследствии использовала в песне "Happy Birthday to You".

## Биография
Милдред Джейн Хилл родилась в Луисвилле, штат Кентукки. Она была старшей из трех сестёр, двух других звали Пэтти и Джессика. Милдред обучалась музыке как у своего отца, Кэлвина Коyди (Calvin Cody), так и у Адольфа Вейдига, известного композитора и педагога.
Долгое время полагали, что Милдред Хилл работала воспитателем в детском саду и учителем в воскресной школе, как и её младшая сестра Пэтти. Однако в начале XXI века профессор права Роберт Браунейс после тщательного изучения семьи Хилл пришёл к выводу, что Милдред не была воспитателем в детском саду. Она занималась музыкой, преподавала, сочиняла и исполняла музыкальные произведения, а также специализировалась на изучении негритянских спиричуэлс. В 1893 году Милдред и её сестра Пэтти были награждены на Всемирной выставке в Чикаго за их работу по программе прогрессивного обучения в детском саду, проводившейся в экспериментальном детском саду-школе в Луисвилле (Louisville Experimental Kindergarten School).
Милдред Хилл писала о музыке под псевдонимом Иоганн Тонсор. Её статья 1892 года «Негритянская музыка» („Negro Music“), предполагающая, что существующая «чёрная музыка» будет основой отличительного американского музыкального стиля, повлияла на Антонина Дворжака и создание им Симфонии № 9 «Из Нового Света».
Милдред Хилл умерла в Чикаго, штат Иллинойс, в 1916 году, задолго до того, как её знаменитая впоследствии песня получила известность. Похоронена вместе со своей сестрой на кладбище Кейв-Хилл (Cave Hill Cemetery) в Луисвилле, штат Кентукки.
Рукописи Милдред Хилл и связанные с ней документы хранятся в Музыкальной библиотеке Луисвиллского университета.

## "Happy Birthday to You"
Во время занятий с детьми в экспериментальном детском саду Луисвилла сёстры Хилл сочинили песню "Good Morning to All" («Доброе утро всем»): Милдред написала мелодию, а Пэтти — текст. Песня была впервые издана в 1893 году в сборнике Song Stories for the Kindergarten как песня-приветствие, которую воспитатели должны были петь своим воспитанникам. Сборник выдержал более 20 изданий, а слова песен были переведены на французский, немецкий, итальянский, испанский, китайский, японский и шведский языки.
Песня "Happy Birthday to You" («С днём рожденья тебя») впервые была издана в 1912 году и использовала мелодию "Goods Morning to All", но с другим текстом. Популярность её росла в течение 1930-х годов, при этом не указывались ни автор новых слов, ни автор мелодии, позаимствованной у песни "Good Morning to All". Благодаря регистрации авторских прав компанией Summy в 1935 году и ряду судебных дел, все из которых были урегулированы во внесудебном порядке, сёстры стали известны как авторы "Happy Birthday to You". В сентябре 2015 года федеральным судом было объявлено, что песня находится в общественном достоянии.

## Наследие
Милдред Хилл и её сестра Пэтти 12 июня 1996 года были посмертно занесены в Зал славы авторов песен.